# Czechosłowacja na Zimowych Igrzyskach Olimpijskich 1976
Czechosłowację na Zimowych Igrzyskach Olimpijskich 1976 reprezentowało 58 zawodników, 47 mężczyzn i 11 kobiet.

## Zdobyte medale
| Medal  | Zawodnik | Dyscyplina      | Konkurencja      | Rezultat                                           |
| ------ | --- | --------------- | ---------------- | -------------------------------------------------- |
| Srebro | Jiří Holeček Jiří Crha Oldřich Machač Milan Chalupa František Pospíšil Miroslav Dvořák Milan Kajkl Jiří Bubla Milan Nový Vladimír Martinec Jiří Novák Bohuslav Šťastný Jiří Holík Ivan Hlinka Eduard Novák Jaroslav Pouzar Bohuslav Ebermann Josef Augusta | Hokej na lodzie | Turniej mężczyzn | 3:4 Wynik meczu finałowego ze Związkiem Radzieckim |

## Skład kadry

### Biathlon
Mężczyźni
| Zawodnik                                                   | Konkurencja         | czas biegu | Kary | Łączny czas | Pozycja |
| ---------------------------------------------------------- | ------------------- | ---------- | ---- | ----------- | ------- |
| Antonín Kříž                                               | Bieg na 20 km       | 1:17:11,36 | 4:00 | 1:21:11,36  | 17.     |
| Ladislav Žižka                                             | Bieg na 20 km       | 1:19:09,03 | 4:00 | 1:23:09,03  | 24.     |
| Josef Malínský                                             | Bieg na 20 km       | 1:19:09,18 | 9:00 | 1:28:09,18  | 44.     |
| Ladislav Žižka Miroslav Soviš Antonín Kříž Zdeněk Pavlíček | Sztafeta 4 × 7,5 km | 2:09:06,63 | 4    | 2:09:06,63  | 9.      |

### Biegi narciarskie
Mężczyźni
| Zawodnik                                               | Konkurencja        | czas       | Pozycja |
| ------------------------------------------------------ | ------------------ | ---------- | ------- |
| František Šimon                                        | Bieg na 15 km      | 47:42,90   | 34.     |
| Ján Fajstavr                                           | Bieg na 15 km      | 47:25,77   | 35.     |
| Milan Jarý                                             | Bieg na 15 km      | 47:50,01   | 39.     |
| Stanislav Henych                                       | Bieg na 15 km      | 48:31,23   | 46.     |
| Milan Jarý                                             | Bieg na 30 km      | 1:35:52,55 | 26.     |
| František Šimon                                        | Bieg na 30 km      | 1:38:34,16 | 44.     |
| Jiří Beran                                             | Bieg na 30 km      | 1:38:39,41 | 45.     |
| Ján Michalko                                           | Bieg na 30 km      | 1:38:40,28 | 46.     |
| Milan Jarý                                             | Bieg na 50 km      | 2:44:51,16 | 14.     |
| Jiří Beran                                             | Bieg na 50 km      | 2:44:51,80 | 15.     |
| Ján Fajstavr                                           | Bieg na 50 km      | 2:45:19,91 | 17.     |
| Stanislav Henych                                       | Bieg na 50 km      | 2:47:45,20 | 30.     |
| František Šimon Milan Jarý Jiří Beran Stanislav Henych | Sztafeta 4 × 10 km | 2:12:49,99 | 10.     |

Kobiety
| Zawodniczka                                                   | Konkurencja       | czas       | Pozycja |
| ------------------------------------------------------------- | ----------------- | ---------- | ------- |
| Blanka Paulů                                                  | Bieg na 5 km      | 16:41,65   | 10.     |
| Gabriela Sekajová                                             | Bieg na 5 km      | 16:53,22   | 13.     |
| Anna Pasiarová                                                | Bieg na 5 km      | 16:54,98   | 15.     |
| Miroslava Jaškovská                                           | Bieg na 5 km      | 17:26,48   | 23.     |
| Anna Pasiarová                                                | Bieg na 10 km     | 31:44,97   | 13.     |
| Blanka Paulů                                                  | Bieg na 10 km     | 32:06,54   | 17.     |
| Gabriela Sekajová                                             | Bieg na 10 km     | 32:28,76   | 19.     |
| Alena Bartošová                                               | Bieg na 10 km     | 34:18,73   | 35.     |
| Anna Pasiarová Gabriela Sekajová Alena Bartošová Blanka Paulů | Sztafeta 4 × 5 km | 1:11:27,83 | 6.      |

### Bobsleje
Mężczyźni
| Osada | Zawodnik                | Konkurencja | Ślizg 1 | Ślizg 2 | Ślizg 3 | Ślizg 4 | Łącznie | Pozycja |
| ----- | ----------------------- | ----------- | ------- | ------- | ------- | ------- | ------- | ------- |
| TCH-I | Jiří Paulát Václav Sůva | Dwójki      | 57,78   | 57,74   | 57,97   | 58,22   | 3:51,71 | 17.     |

### Hokej na lodzie
Reprezentacja mężczyzn
| - Jiří Holeček - Jiří Crha - Oldřich Machač - Milan Chalupa - František Pospíšil - Miroslav Dvořák - Milan Kajkl - Jiří Bubla - Milan Nový - Vladimír Martinec |  | - Jiří Novák - Bohuslav Šťastný - Jiří Holík - Ivan Hlinka - Eduard Novák - Jaroslav Pouzar - Bohuslav Ebermann - Josef Augusta - Pavol Svitana |

Reprezentacja Czechosłowacji w rundzie kwalifikacyjnej pokonała reprezentację Bułgarii 14:1 i tym samym wzięła udział w rozgrywkach grupy A turnieju olimpijskiego, zajmując w niej 2. miejsce. Reprezentacja Czechosłowacji zdobyła srebrny medal.

#### Runda kwalifikacyjna
| 3 lutego 1976 | Czechosłowacja | 14:1 | Bułgaria |  |

|  |  |  |  |  |

### Grupa A
| Drużyna           | M | Mecze | Mecze | Mecze | Bramki | Bramki | Bramki | Pkt | Uwagi |
| Drużyna           | M | W     | R     | P     | +      | -      | +/-    | Pkt | Uwagi |
| ----------------- | - | ----- | ----- | ----- | ------ | ------ | ------ | --- | ----- |
| ZSRR              | 5 | 5     | 0     | 0     | 40     | 11     | +29    | 10  |       |
| Czechosłowacja    | 5 | 3     | 0     | 1     | 17     | 10     | +7     | 6   |       |
| RFN               | 5 | 2     | 0     | 3     | 21     | 24     | -3     | 4   |       |
| Finlandia         | 5 | 2     | 0     | 3     | 19     | 18     | +1     | 4   |       |
| Stany Zjednoczone | 5 | 2     | 0     | 3     | 15     | 21     | -6     | 4   |       |
| Polska            | 5 | 0     | 0     | 4     | 9      | 37     | -28    | 0   |       |

Wyniki
| 6 lutego 1976 | Czechosłowacja | 2:1 | Finlandia |  |

|  |  |  |  |  |

| 8 lutego 1976 | Czechosłowacja | 5:0 | Stany Zjednoczone |  |

|  |  |  |  |  |

| 10 lutego 1976 | Polska | 1:7 | Czechosłowacja |  |

|  |  | (1:3, 0:1, 0:3) |

1. ↑  Wynik meczu został zweryfikowany na 1:0 dla Polski z uwagi na wykrycie niedozwolonego środka dopingującego u Františeka Pospíšila

| 14 lutego 1976 | ZSRR | 4:3 | Czechosłowacja |  |

|  |  |  |  |  |

| 12 lutego 1976 | Czechosłowacja | 7:4 | RFN |  |

|  |  |  |  |  |

### Kombinacja norweska
Mężczyźni
| Zawodnik        | Konkurencja   | Bieg narciarski | Bieg narciarski | Bieg narciarski | Skoki narciarskie | Skoki narciarskie | Skoki narciarskie | Skoki narciarskie | Skoki narciarskie | Skoki narciarskie | Skoki narciarskie | Skoki narciarskie | Łącznie | Pozycja |
| Zawodnik        | Konkurencja   | Czas biegu      | Pozycja         | Punkty          | Skok 1            | Nota              | Skok 2            | Nota              | Skok 3            | Nota              | Punkty            | Pozycja           | Łącznie | Pozycja |
| --------------- | ------------- | --------------- | --------------- | --------------- | ----------------- | ----------------- | ----------------- | ----------------- | ----------------- | ----------------- | ----------------- | ----------------- | ------- | ------- |
| Josef Pospíšil  | Indywidualnie | 50:14,69        | 11.             | 199,16          | 69,5              | 95,0              | 72,0              | 94,7              | 77,0              | 102,9             | 197,9             | 12.               | 397,93  | 12.     |
| František Zeman | Indywidualnie | 51:00,17        | 16.             | 193,21          | 66,5              | 89,2              | 72,0              | 94,7              | 72,5              | 95,2              | 189,9             | 21.               | 383,88  | 15.     |

### Łyżwiarstwo figurowe
| Zawodnik                       | Konkurencja     | Nota   | Pozycja |
| ------------------------------ | --------------- | ------ | ------- |
| Eva Ďurišinová                 | Solistki        | 158,22 | 19.     |
| Zdeněk Pazdírek                | Soliści         | 171,60 | 12.     |
| Ingrid Spiegelová Alan Spiegel | Pary sportowe   | 118,39 | 13.     |
| Eva Peštová Jiří Pokorný       | Tańce na lodzie | 180,60 | 11.     |

### Narciarstwo alpejskie
Mężczyźni
| Zawodnik        | Konkurencja | Konkurencja | Konkurencja       | Konkurencja       | Konkurencja   | Konkurencja   | Konkurencja       | Konkurencja                 | Konkurencja                 | Konkurencja                 |                             |
| Zawodnik        | Zjazd       | Zjazd       | Slalom gigant     | Slalom gigant     | Slalom gigant | Slalom gigant | Slalom specjalny  | Slalom specjalny            | Slalom specjalny            | Slalom specjalny            |                             |
| Zawodnik        | Czas        | Pozycja     | Czas 1. przejazdu | Czas 2. przejazdu | Czas łączny   | Pozycje       | Czas 1. przejazdu | Czas 2. przejazdu           | Czas łączny                 | Pozycja                     |                             |
| --------------- | ----------- | ----------- | ----------------- | ----------------- | ------------- | ------------- | ----------------- | --------------------------- | --------------------------- | --------------------------- | --------------------------- |
| Bohumír Zeman   | 1:51,27     | 33.         | 1:49,10           | 1:48,46           | 1:49,10       | 3:37,56       | 23.               | Nie ukończył 1-go przejazdu | Nie ukończył 1-go przejazdu | Nie ukończył 1-go przejazdu | Nie ukończył 1-go przejazdu |
| Miloslav Sochor | 1:53,48     | 40.         | 1:47,46           | 1:46,07           | 3:33,53       | 11.           | 1:03,11           | 1:06,50                     | 2:09,61                     | 14.                         |                             |

Kobiety
| Zawodniczka               | Konkurencja | Konkurencja | Konkurencja   | Konkurencja   | Konkurencja       | Konkurencja                  | Konkurencja                  | Konkurencja                  |
| Zawodniczka               | Zjazd       | Zjazd       | Slalom gigant | Slalom gigant | Slalom specjalny  | Slalom specjalny             | Slalom specjalny             | Slalom specjalny             |
| Zawodniczka               | Czas        | Pozycja     | Czas          | Pozycja       | Czas 1. przejazdu | Czas 2. przejazdu            | Czas łączny                  | Pozycja                      |
| ------------------------- | ----------- | ----------- | ------------- | ------------- | ----------------- | ---------------------------- | ---------------------------- | ---------------------------- |
| Dagmar Kuzmanová          | 1:54,81     | 32.         | 1:30,69       | 9.            | 48,62             | 47,08                        | 1:35,70                      | 9.                           |
| Jana Gantnerová-Šoltýsová | 1:55,02     | 33.         | 1:34,00       | 25.           | 51,34             | Nie ukończyła 2-go przejazdu | Nie ukończyła 2-go przejazdu | Nie ukończyła 2-go przejazdu |

### Saneczkarstwo
Mężczyźni
| Zawodnik                     | Konkurencja | Ślizg 1 | Ślizg 2 | Ślizg 3 | Ślizg 4 | Łącznie  | Pozycja |
| ---------------------------- | ----------- | ------- | ------- | ------- | ------- | -------- | ------- |
| Stanislav Ptáčník            | Jedynki     | 54,450  | 53,810  | 53,207  | 53,371  | 3:34,838 | 14.     |
| Jindřich Zeman               | Jedynki     | 54,377  | 53,974  | 53,748  | 54,068  | 3:36,167 | 18.     |
| Vladimír Resl                | Jedynki     | 54,109  | 59,068  | 53,418  | 53,640  | 3:40,931 | 23.     |
| Jindřich Zeman Vladimír Resl | Dwójki      | 43,315  | 43,511  |         |         | 1:26,826 | 6.      |

Kobiety
| Zawodniczka    | Konkurencja | Ślizg 1 | Ślizg 2 | Ślizg 3 | Ślizg 4 | Łącznie  | Pozycja |
| -------------- | ----------- | ------- | ------- | ------- | ------- | -------- | ------- |
| Dana Spálenská | Jedynki     | 43,560  | 43,063  | 43,178  | 43,405  | 2:53,206 | 10.     |

### Skoki narciarskie
Mężczyźni
| Konkurencja            | Skoczek         | Skok 1    | Skok 1 | Skok 2    | Skok 2 | Nota  | Pozycja |
| Konkurencja            | Skoczek         | odległość | Nota   | odległość | Nota   | Nota  | Pozycja |
| ---------------------- | --------------- | --------- | ------ | --------- | ------ | ----- | ------- |
| Skocznia normalna K-84 | Jaroslav Balcar | 81,0      | 118,9  | 81,5      | 120,7  | 239,6 | 4.      |
| Skocznia normalna K-84 | Rudolf Höhnl    | 78,0      | 112,6  | 78,5      | 111,4  | 224,0 | 16.     |
| Skocznia normalna K-84 | Karel Kodejška  | 76,0      | 108,4  | 78,0      | 114,1  | 222,5 | 18.     |
| Skocznia normalna K-84 | Ivo Felix       | 75,0      | 105,3  | 76,0      | 107,4  | 212,7 | 26.     |
| Skocznia duża K-104    | Jaroslav Balcar | 88,0      | 98,7   | 86,0      | 95,9   | 194,6 | 14.     |
| Skocznia duża K-104    | Jindřich Balcar | 88,0      | 94,7   | 81,0      | 83,4   | 178,1 | 27.     |
| Skocznia duża K-104    | Karel Kodejška  | 88,0      | 95,2   | 79,0      | 80,6   | 175,8 | 31.     |
| Skocznia duża K-104    | Rudolf Höhnl    | 85,5      | 92,7   | 78,5      | 82,4   | 175,1 | 34.     |